# راتنیتسه
راتنیتسه (به لاتین: Ratenice) یک منطقهٔ مسکونی در جمهوری چک است که در ناحیه کولین واقع شده‌است. راتنیتسه ۴٫۷۳ کیلومتر مربع مساحت و ۵۵۶ نفر جمعیت دارد و ۱۹۶ متر بالاتر از سطح دریا واقع شده‌است.